# Pelópion
Pelópion är en ort i Grekland.   Den ligger i prefekturen Nomós Ileías och regionen Västra Grekland, i den södra delen av landet, 190 km väster om huvudstaden Aten. Pelópion ligger 67 meter över havet och antalet invånare är 1 073.
Terrängen runt Pelópion är kuperad åt nordost, men åt sydväst är den platt. Runt Pelópion är det ganska tätbefolkat, med 54 invånare per kvadratkilometer. Närmaste större samhälle är Pýrgos, 12,5 km väster om Pelópion. == Kommentarer ==
1. ↑  Framräknat ur variansen i alla höjduppgifter (DEM 3") från Viewfinder Panoramas, inom 10 km radie.[2] Mer om algoritmen finns här: Användare:Lsjbot/Algoritmer.